# Calathus leechi
Calathus leechi är en skalbaggsart som beskrevs av Ball och Negre. Calathus leechi ingår i släktet Calathus och familjen jordlöpare. Inga underarter finns listade i Catalogue of Life.